# Sophrony (archimandrite)
Compléments
- Principal disciple de Silouane de l'Athos (entre 1930 et 1938) et diffuseur de son œuvre spirituelle.
- Fondateur de la Communauté de Saint-Jean-Baptiste en Angleterre en 1959.

L'archimandrite Sophrony, de son nom de naissance Sergueï Semionovitch Sakharov (en russe : Серге́й Семёнович Са́харов), né le 23 septembre 1896 à Moscou en Russie et décédé le 11 juillet 1993 à Tolleshunt Knights près de Maldon dans le comté d'Essex en Angleterre, est un saint, un moine et théologien orthodoxe. Le titre honorifique d'archimandrite indique sa fonction d'abbé au sein de l'Église orthodoxe. Il fut le disciple et biographe de saint Silouane du mont Athos, dont il contribua à faire connaître et rayonner l'enseignement, et fonda en 1959 le monastère de la Communauté de Saint-Jean-Baptiste, une communauté monastique orthodoxe pour hommes et femmes, en Angleterre.

## Biographie

### Enfance à Moscou
Sergueï Semionovitch Sakharov naît le 23 septembre 1896 dans une famille orthodoxe à Moscou. Enfant, il prie tous les jours ; il se rappela plus tard qu'il était alors capable de prier quarante cinq minutes dans le calme. Enfant déjà, Sergueï fit l'expérience de la « lumière incréée » de Dieu. Il lisait beaucoup, particulièrement la grande littérature russe comme Gogol, Tourgueniev, Tolstoï, Dostoïevski et Pouchkine.
Sergueï fit des études à l'académie des Arts entre 1915 et 1917, et ensuite à l'École de peinture, sculpture et architecture de Moscou entre 1920 et 1921. Il considérait l'art comme un moyen « quasi mystique » pour « découvrir l'éternelle beauté », « rompre avec la réalité présente... vers de nouveaux horizons de l'être. »[réf. souhaitée] Plus tard, cela l'aidera à différencier la lumière intellectuelle de l'homme de la lumière incréée de Dieu.
C'est à cette période, au cours de ses études à l'École de Moscou, que Sergueï s'éloigna du christianisme. Il voyait alors dans l'amour évangélique une forme de « sentimentalité », quelque chose de « psychique »[réf. souhaitée] et non pas spirituel. Il se détourna de l'orthodoxie de sa jeunesse pour se tourner vers les religions mystiques de l'Inde, fondées sur un absolu impersonnel. Il pratiqua alors une forme de méditation orientale tout en se consacrant à sa passion, la peinture.
En 1921, Sergueï quitta la Russie, en partie pour continuer sa carrière artistique en Europe de l'Ouest, et en partie parce qu'il n'adhérait pas à la révolution bolchévique. Après avoir séjourné dans un premier temps en Italie, il se rendit à Berlin et s'installa finalement à Paris en 1922.

### Paris
Arrivé à Paris en 1922, Sergueï a rapidement l'occasion de faire plusieurs expositions de ses travaux artistiques, dans les lieux prestigieux comme le Salon d'Automne ou le Salon des Tuileries. Cependant, la peinture ne le satisfaisait pas. Même si celle-ci lui procurait des « instants de fines jouissances », il devenait de plus en plus conscient et frustré de son incapacité à exprimer la beauté qu'il percevait pourtant. Il devenait par ailleurs de plus en plus conscient de l'inaptitude de toute connaissance rationnelle à fournir des réponses au problème de la mort.
En 1924, Sergueï réalisa que le précepte du Christ d'aimer Dieu de tout son être n'était pas en premier lieu de caractère moral ou psychologique, mais ontologique ; que cet amour total était la seule voie pour se relier à Dieu ; et que l'amour est, nécessairement, par définition, une relation personnelle.
La clef de cette rencontre, Sergueï la trouva dans cette parole biblique, quand Dieu dit à Moïse qui lui demande son Nom : « Je suis Celui qui suis » (Exode 3:14). Cette révélation à Moïse est celle de l'Être absolu comme personne.
Le Grand et Saint samedi de cette année, la veille de Pâques, juste après la communion, Dieu le visite et lui donne la grâce d'expérimenter la Lumière incréée avec une force inégalée.
En conséquence de cette expérience, il s'éloigna de son travail artistique et de la peinture.
Sergueï devint par la suite d'un des premiers étudiants de l'Institut de théologie orthodoxe Saint-Serge à Paris. Il suivit les cours de Serge Boulgakov et de Nicolas Berdiaev. Cependant, même si ces grandes figures de l'orthodoxie influencèrent Sergueï, ses réticences tant à l'égard de la sophiologie de Sergueï Boulgakov que de l'anti-ascétisme de Berdiaev limitèrent l'influence qu'ils eurent sur le futur archimandrite.
En 1925, découvrant que les études de théologie ne peuvent se suffirent à elles-mêmes, Sergueï quitte l'Institut et Paris pour devenir moine au mont Athos.

### Mont Athos
Sergueï arriva au mont Athos en 1926. Il entra au monastère orthodoxe russe Saint-Panteleimon avec l'intention d'apprendre l'art de la prière et l'attitude juste envers Dieu. Sergueï devint moine sous le nom de Sophrony (Sophrone en français). En 1930, le Père Sophrony fut ordonné diacre orthodoxe par saint Nicolas (Velimirovic) de Jitcha et devint le disciple de saint Silouane l'Athonite, qui fut la plus importante et la plus longue influence que reçut le Père Sophrony. Saint Silouane n'avait pas de système formel de théologie, mais sa vie exsudait la théologie. C'est cette théologie vivante que le Père Sophrony approcha et, par la suite, systématisa pour en diffuser l'enseignement.
Entre 1932 et 1946, le Père Sophrony échangea des lettres avec le Père David Balfour, un catholique qui se convertit à l'orthodoxie. Ces lettres révélèrent au Père Sophrony la connaissance de maints Pères de l'Église et forcèrent le Père Sophrony à articuler sa pensée théologique et à démontrer les différences entre l'Occident et l'Orient. Beaucoup des pensées postérieures du Père Sophrony proviennent des sujets abordés dans cette correspondance même.
Saint Silouane meurt le 24 septembre 1938. Suivant ses instructions, le Père Sophrony quitte le monastère pour résider dans le désert athonite : d'abord au skite de Karoulie, ensuite dans une caverne proche du monastère Saint-Paul.
Son séjour dans le désert dura le temps de Seconde Guerre mondiale - de 1939 à 1945 - et se révéla être un temps d'intense prière dans laquelle il sentit qu'il portait la prière du monde entier. Cette période affecta en partie la santé du Père Sophrony. Il réalise à ce moment l'interdépendance de tous les hommes.
C'est alors qu'il comprend que la parole du Christ : « Tu aimeras ton prochain comme toi-même », révèle l'unité, la « communauté ontologique » du genre humain. Il affirmait, à la suite de saint Silouane, que celui qui ne possède pas l'amour des ennemis n'est pas encore orthodoxe, ne connaît pas encore « Dieu tel qu'Il est ».
En 1941, l'archimandrite Sophrony fut ordonné prêtre. Il devint un père spirituel, un starets pour beaucoup de moines athonites.

### Retour à Paris
Il y a plusieurs raisons possible au départ du mont Athos du starets Sophrony. Ce peut être le fait de la détérioration de sa santé, ou la publication des écrits de saint Silouane, ou peut-être encore du climat de méfiance vis-à-vis des Russes (et plus généralement des Slaves) au mont Athos en cette période qu'est la fin de la Seconde Guerre mondiale. Quoi qu'il en soit, le starets Sophrony se sentit appelé à s'en aller en destination de Paris, pour laquelle Balfour l'aida à obtenir un passeport. Le starets Sophrony s'installa à la Maison Russe, une maison de retraite à Sainte-Geneviève-des-Bois, où il assistait le prêtre local et assumait la fonction de confesseur. Il subit une importante opération due à un ulcère à l'estomac.
L'année suivante, le starets Sophrony produisit la première édition ronéotypée de Staretz Silouane. Dans ce texte, le starets Sophrony expose les principes de la théologie de saint Silouane et en explique plusieurs concepts fondamentaux, parmi lesquels la prière pour le monde entier, God-forsakenness en anglais, et l'idée que toute l'humanité est en interrelation.
En 1950, le starets Sophrony travaille avec Vladimir Lossky pour le Messager de l’Exarchat du Patriarche Russe en Europe Occidentale, ce qu'il fera jusqu'en 1957. Lossky influença la pensée du starets Sophrony sur de nombreuses questions contemporaines tout en complétant les travaux du starets Sophrony sur la pensée trinitaire et ses applications dans l'Église et l'humanité.
En 1952, le starets Sophrony produisit une seconde édition du Staretz Silouane, qui apporta une grande renommée à la fois au starets Silouane et à Sophrony. En réaction à la critique de Lossky selon laquelle il ne trouvait aucune valeur théologique dans les œuvres du saint, le starets Sophrony inclut une introduction théologique aux écrits de saint Silouane.

### Essex
À partir de 1958, le starets Sophrony avait à ses côtés un certain nombre de personnes à la recherche d'une vie monastique. Une propriété fut visitée à Tolleshunt Knights, Maldon, Essex, en Angleterre. L'année suivante, la Communauté de Saint-Jean-Baptiste était formée à cet endroit, sous la juridication (l'omophorion) du métropolite Antoine de Souroge. Le monastère abrite ensemble moines et moniales, encore maintenant, et comprenait originellement six membres. En 1965, le monastère se plaça sous la juridiction (omophorion) du Patriarche œcuménique, ajoutant le titre de Patriarche à son nom. Plus tard, le Patriarche œcuménique éleva le monastère au titre de « stavropégique ».
En 1973, une traduction complète de la vie de saint Silouane est publiée sous le titre Moine du Mt Athos, suivie de la publication de Sagesse du Mt Athos, comprenant les écrits de saint Silouane. Le starets Sophrony publia Sa vie est la mienne en 1977 et Voir Dieu tel qu'Il est en 1985. Tandis que l'Occident apprécie généralement son dernier livre - une autobiographie spirituelle ouverte et très franche -, les Russes sont généralement plus critiques à son endroit. Certaines de ces critiques étaient si piquantes, qu'accompagnées d'une maladie croissante, elles découragèrent le starets Sophrony d'écrire à nouveau.
En 1987, le starets Silouane, connu dans le monde orthodoxe à travers les œuvres du Père Sophrony, est canonisé par le Patriarche œcuménique de Constantinople. Bien qu'il n'était pas le père spirituel de l'évêque et moine Syméon Cossec, il a joué un rôle décisif dans la fondation par ce dernier du monastère St Silouane (Sarthe) en lui disant cette célèbre phrase : "C'est impossible, mais faites-le."

### Événements entourant sa mort
Le monastère a été informé que la seule manière par laquelle il pourrait être autorisé à enterrer des personnes dans son domaine était de bâtir une crypte souterraine que le monastère commença à construire, et à propos de laquelle le starets Sophrony affirmait qu'il ne naîtrait pas au ciel (ne mourra pas) tant qu'elle ne serait pas achevée. Par la suite, la date d'achèvement des travaux ayant été prévue pour le 12 juillet 1993, le starets Sophrony déclara qu'il « sera prêt » ("would be ready"), et mourut la veille, le 11 juillet ; et le 14 eurent lieu ses funérailles et son enterrement, à laquelle assistèrent des moines venus du monde entier. À la mort du Père Sophrony, il y avait vingt-cinq moines dans le monastère, aujourd'hui ils sont plus de quarante moines et moniales.
Mère Elisabeth, la plus ancienne nonne, décéda peu après, le 24 juillet 1993, en conformité avec la parole du starets Sophrony, selon laquelle « il naîtrait au Ciel en premier et qu'elle le suivrait de peu ».
La Prière, expérience de l'éternité, livre contenant les écrits du starets Sophrony sur la prière et particulièrement sur la Prière de Jésus, fut publié de façon posthume.

### Littérature primaire
- Archimandrite Sophrony, Starets Silouane, Moine du Mont-Athos : Vie - Doctrine - Écrits, Éditions Présence, 1995 [1973] ; réédition : Saint Silouane l'Athonite (1866-1938). Vie, doctrine et écrits, Éditions du Cerf, collection « Patrimoines - Orthodoxie », 2010,  (ISBN 2-204-09145-6).
- Archimandrite Sophrony, Sa vie est la mienne, Éditions du Cerf, collection « Témoins spirituels d'aujourd'hui », 1981 [1977],  (ISBN 2-204-01727-2).
- Archimandrite Sophrony, Voir Dieu tel qu'Il est, Éditions Labor et Fides, collection « Perspective orthodoxe », 1984 (Extraits sur Google Books) et 1988,  (ISBN 978-2-8309-0005-7) ; réédition : Éditions du Cerf, 2004,  (ISBN 2-204-07572-8).
- Archimandrite Sophrony, La félicité de connaître la voie : Des principes en Orthodoxie, Éditions Labor et Fides, collection « Perspective orthodoxe », 1988,  (ISBN 978-2-8309-0124-5).
- Archimandrite Sophrony, De Vie et d'Esprit. Aphorismes spirituels, Éditions du Cerf, collection « Le Sel de la Terre », 1995 [1992],  (ISBN 2-940-04201-2).
- Archimandrite Sophrony, La prière, expérience de l'éternité, Éditions du Cerf, collection « Le Sel de la Terre », 2004 [1998],  (ISBN 2-204-07667-8).

### Littérature secondaire
- "L'Archimandrite Sophrony", Buisson ardent. Cahiers Saint-Silouane l'Athonite, Numéro 10, Éditions du Cerf, collection « Le Sel de la Terre », 2004,  (ISBN 2-940-04237-3).
- "Disciple de saint Silouane : L'archimandrite Sophrony (1896-1993) - un moine athonite en Occident", Contacts. Revue française de l'Orthodoxie, 57e Année, No. 209, Janvier-Mars 2005, ISSN 0045-8325. (Sommaire)
- Maxime Egger, "Archimandrite Sophrony - Moine pour le monde" in Archimandrite Sophrony, La prière, expérience de l'éternité, Éditions du Cerf, collection « Le Sel de la Terre », 2004 [1998],  (ISBN 2-204-07667-8). (Extrait)
- Nicholas Sakharov, J'aime donc je suis. Le legs théologique de l'archimandrite Sophrony, Éditions du Cerf, collection « Théologies », 2005 [2003],  (ISBN 2-204-07904-9).

### Textes de Sophrony
- "Le caractère universel de la prière de Jésus"
- "La paternité spirituelle : Notes d'un père spirituel athonite"
- "De la prière dite avec douleur et par laquelle l'homme naît à l'Éternité"
- "Dieu est amour"
- Homélie du Père Sophrony
- Prières du bienheureux archimandrite Sophrony
- Aphorismes tirés du livre De Vie et d'Esprit
- Extrait portant sur la "Lumière incréée" tiré du livre Voir Dieu tel qu'Il est
- "De la sainte Tradition et de l'Écriture", extrait du livre Starets Silouane, Moine du Mont-Athos
- La crainte de Dieu, extrait de Voir Dieu tel qu'Il est
- Extraits de De Vie et d'Esprit
- Citations de l'archimandrite Sophrony
- Transcription du livre La prière, l'expérience de l'éternité en format PDF
- Homélie du Père Sophrony, "Mieux organiser ou faire patience ?", 1 2 3 4 5 6 7 8 9